# فردیناند تیمان
فردیناند تیمان (آلمانی: Ferdinand Tiemann؛ ۱۰ ژوئن ۱۸۴۸ – ۱۴ نوامبر ۱۸۹۹) یک شیمی‌دان اهل آلمان بود.